# ウェスト・ブロムウィッチ
ウェスト・ブロムウィッチ（West Bromwich, [wɛst ˈbrɒmɪtʃ] ( 音声ファイル)）は、イングランド中部、ウェスト・ミッドランズにあるタウン。サンドウェル最大の町である。バーミンガムから北西に8キロメートルほどの距離にあり、都市圏に含まれる。歴史的カウンティとしてはスタッフォードシャーに属する。
町を本拠地とするサッカークラブ、ウェスト・ブロムウィッチ・アルビオンFCが有名。レッド・ツェッペリンのボーカリスト、ロバート・プラントの出身地としても知られる。
1086年のドゥームズデイ・ブックには既にBromwicの名が見られるが、近代以前は地方の寒村に過ぎなかった。19世紀初頭から石炭採掘が始まり、ブラック・カントリーと呼ばれる重工業地帯の一部として発展した。町はブロムウィッチ・ヒースの西側に形作られたため、ウェスト・ブロムウィッチと名付けられた。
東や南のブロムウィッチは存在しないが、アメリカの漫画作品「ヘルボーイ」の作中にて、ウェスト・ブロムウィッチをモチーフとしたイースト・ブロムウィッチという町が登場する。
ウェスト・ブラミッジ、ウェスト・ブラミッチ、ウェスト・ブルミッジ、ウェスト・ブルミッチ、ウェスト・ブロミッジ、ウェスト・ブロミッチとも。表記は安定しない。ブロムウィッチは発音として不正確だが、慣用的に使用例が多い。